# John Henry Michell
John Henry Michell (Maldon, Victoria, 26 de outubro de  1863 — Camberwell, Victoria, 3 de fevereiro de 1940) foi um matemático australiano. Foi professor de matemática na Universidade de Melbourne.
Filho do mineiro John Michell e de Grace Rowse Michell. Irmão de Anthony Michell. Estudou matemática na Universidade de Cambridge, e depois no Trinity College, formando-se em 1888.
Na teoria da elasticidade seu nome está associado às equações de Beltrami-Michell.

## Publicações
1. The small deformation of curves and surfaces with applications to the vibrations of a helix and a circular ring, Messeng. Math. 19, (1890) 68-82.
2. On the exhaustion of Neumann's mode of solution for the motion of solids of revolution in liquids, and similar problems, Messeng. Math. 19 (1890) 83-86.
3. Vibrations of a string stretched on a surface, Messeng. Math. 19 (1890) 87-88.
4. On the stability of a bent and twisted wire, Messeng. Math. 19 (1890) 181-184.
5. On the theory of free stream lines, Phil. Trans. A. 181 (1890) 389-431.
6. On a property of algebraic curves, Australasian Assoc. Adv. Sci. Report (1892) 257.
7. On the bulging of flat plates, Australasian Assoc. Adv. Sci. Report (1892) 258.
8. The highest waves in water, Phil. Mag. (5) 36 (1893) 430-437.
9. A map of the complex Z-function: a condenser problem, Messeng. Math. 23 (1894) 72-78.
10. The wave resistance of a ship, Phil. Mag. (5) 45 (1898) 106-123.
11. On the direct determination of stress in an elastic solid, with application to the theory of plates, Proc. Lond. Math. Soc. 31 (1899) 100-124.
12. The stress in a rotating lamina, Proc. Lond. Math. Soc. 31 (1899) 124-130.
13. The uniform torsion and flexure of incomplete tores, with application to helical springs, Proc. Lond. Math. Soc. 31 (1899) 130-146.
14. The transmission of stress across a plane of discontinuity in an isotropic elastic solid, and the potential solutions for a plane boundary, Proc. Lond. Math. Soc. 31 (1899) 183-192.
15. Some elementary distributions of stress in three dimensions, Proc. Lond. Math. Soc. 32 (1900) 23-35.
16. Elementary distributions of plane stress, Proc. Lond. Math. Soc. 32 (1900) 35-61.
17. The stress in an aeolotropic elastic solid with an infinite plane boundary, Proc. Lond. Math. Soc. 32 (1900) 247-258.
18. The stress in the web of a plate girder, Quart. J. Pure Appl. Math. 31 (1900) 377-382.
19. The theory of uniformly loaded beams, Quart. J. Pure Appl. Math. 32 (1900) 28-42.
20. The determination of the stress in an isotropic elastic sphere by means of intrinsic equations, Messeng. Math. n.s. 350 (1900) 16-25.
21. The uniplanar stability of a rigid body, Messeng. Math. n.s. 351 (1900) 35-40.
22. The inversion of plane stress, Proc. Lond. Math. Soc. 34 (1902) 134-142.
23. The flexure of a circular plate, Proc. Lond. Math. Soc. 34 (1902) 223-228.
24. (com M.H. Belz) The elements of mathematical analysis (2 vols) Macmillan 1937.